# 豪豬戰略
豪豬戰略（英語：Porcupine Strategy），又稱刺猬戰略（Hedgehog strategy），也被稱為毒蠍戰略（Scorpio strategy），是一種進行不對稱作戰的軍事策略，採用刺蝟防禦的概念，主張大量使用造價低，高效率，高破壞性，容易建造補充，可以快速布署的中小型武器，密集布署在各個防衛區，以武器數量來對抗擁有人數優勢的強大敵人，如同一隻全身擁有尖刺的小型豪豬或刺猬一般，隨時準備刺傷前來攻擊的敵人，使敵人不敢輕易發起入侵戰爭。這項戰略最早於2000年代早期出現，於2008年由美國官員 William S. Murray 正式提出。在蔡英文總統執政時期，中華民國國軍引進這套戰略，用於台灣的防衛作戰策略，希望用這個方案來阻止中華人民共和國軍隊入侵台灣。
在台灣開始實施豪豬戰略之後，美國也開始將這套戰略推行到各個盟國中，如2022年俄羅斯入侵烏克蘭之後，經由美國軍方的建議，烏克蘭也採用類似的策略，用來對抗俄國。

## 概論
豪豬戰略，可以追溯到在1990年代，由美國海軍上將Arthur K. Cebrowski推動的戰術構想。這群美國海軍改革派軍官認為，隨著反艦導彈的進步，應該對軍艦進行重新改造。他們主張把海軍戰力分散到更多小型平台上，大量興建高速而且難以探測的小型軍艦，以減少單一大型船艦被擊沉造成的戰力損失。這些小型戰艦，容易補充，透過通訊網路彼此連結，可以快速調動，增進在戰場上的火力。
這套戰略思想在美軍中快速演進，之後向外傳播。對於中華民國國軍傳統上重視戰艦，潛艦，戰機與戰車等傳統大型武器，強調建立與中國相等的軍事控制力，採取決戰境外的戰略。William S. Murray 在2008年發表的論文中，提出反對意見。他認為如果台灣繼續投資過多軍事支出，投注在像是飛彈這種昂貴的作戰系統上，買入愛國者防空飛彈，反潛機，企圖建立完善的飛彈防禦系統等，很快就會把主要的軍事資源消耗掉，以致於無力對抗中國。他認為應該大量購入具機動性的中小型短程火力，例如刺針飛彈，魚叉反艦飛彈，海岸魚雷，地雷以及攻擊直昇機這類武器，密集布署在海岸地區，使台灣的軍事火力迅速擴充。配合將台灣民眾快速疏散，進行隱蔽與加固的軍事設施，以及分散儲存大量戰略物資。當中國準備進行登陸作戰時，將會在灘岸面臨強大的火力，造成人員大量犠牲，武器軍備的喪失，使中國陷入長期作戰的局面，持續消耗中國軍力。這個策略可以將中國進攻與佔領台灣需要付出的代價拉到極高，當中國自覺無力負擔入侵台灣需要付出的成本，就可以阻止中國進行軍事行動的念頭。
這個戰略構想提出的初期並沒有受到很大重視，直到在中華民國總統蔡英文的支持下，參謀總長李喜明將這套戰略引進中華民國國軍，推動這個戰略成為中華民國國軍的防衛作戰方針，使得國際社會開始重視這個戰略構想。中華民國海軍進行沱江級巡邏艦與雄風三型反艦飛彈的自製研發，是其中一項重點。
美國在2020年對台灣進行軍售，台灣採購的多項武器，包括車載魚叉艦導彈發射裝置，無人機，火山布雷系統以及海馬斯多管火箭等，展現了中華民國國軍走向豪豬戰略的意圖。